# Тучково
Тучково је насеље у Србији у општини Пожега у Златиборском округу. Према попису из 2022. било је 124 становника.

## Демографија
У насељу Тучково живи 136 пунолетних становника, а просечна старост становништва износи 44,9 година (43,6 код мушкараца и 46,1 код жена). У насељу има 54 домаћинства, а просечан број чланова по домаћинству је 3,15.
Ово насеље је у потпуности насељено Србима (према попису из 2002. године), а у последња три пописа, примећен је пад у броју становника.
|  |

| Демографија | Демографија | Демографија |
| Година      | Становника  | Становника  |
| ----------- | ----------- | ----------- |
| 1948.       | 304         |             |
| 1953.       | 319         |             |
| 1961.       | 308         |             |
| 1971.       | 255         |             |
| 1981.       | 227         |             |
| 1991.       | 204         | 204         |
| 2002.       | 170         | 171         |

| Етнички састав према попису из 2002.‍ | Етнички састав према попису из 2002.‍ | Етнички састав према попису из 2002.‍ | Етнички састав према попису из 2002.‍ | Етнички састав према попису из 2002.‍ |
| ------------------------------------ | ------------------------------------ | ------------------------------------ | ------------------------------------ | ------------------------------------ |
|                                      |                                      |                                      |                                      |                                      |
| Срби                                 | Срби                                 |                                      | 170                                  | 100,0%                               |
| непознато                            | непознато                            |                                      | 0                                    | 0,0%                                 |

| Година пописа     | 1948. | 1953. | 1961. | 1971. | 1981. | 1991. | 2002. |
| ----------------- | ----- | ----- | ----- | ----- | ----- | ----- | ----- |
| Број домаћинстава | 61    | 61    | 66    | 67    | 67    | 60    | 54    |

| Број чланова      | 1  | 2  | 3 | 4 | 5  | 6 | 7 | 8 | 9 | 10 и више | Просек |
| ----------------- | -- | -- | - | - | -- | - | - | - | - | --------- | ------ |
| Број домаћинстава | 15 | 13 | 6 | 2 | 12 | 3 | 2 | 0 | 0 | 1         | 3,15   |

| Пол    | Укупно | Неожењен/Неудата | Ожењен/Удата | Удовац/Удовица | Разведен/Разведена | Непознато |
| ------ | ------ | ---------------- | ------------ | -------------- | ------------------ | --------- |
| Мушки  | 65     | 14               | 39           | 10             | 2                  | 0         |
| Женски | 77     | 15               | 40           | 17             | 5                  | 0         |
| УКУПНО | 142    | 29               | 79           | 27             | 7                  | 0         |

| Пол    | Укупно                    | Пољопривреда, лов и шумарство | Рибарство                            | Вађење руде и камена | Прерађивачка индустрија       |
| ------ | ------------------------- | ----------------------------- | ------------------------------------ | -------------------- | ----------------------------- |
| Мушки  | 31                        | 5                             | 0                                    | 0                    | 14                            |
| Женски | 24                        | 7                             | 0                                    | 0                    | 9                             |
| УКУПНО | 55                        | 12                            | 0                                    | 0                    | 23                            |
| Пол    | Производња и снабдевање   | Грађевинарство                | Трговина                             | Хотели и ресторани   | Саобраћај, складиштење и везе |
| Мушки  | 2                         | 3                             | 4                                    | 2                    | 0                             |
| Женски | 0                         | 0                             | 3                                    | 3                    | 0                             |
| УКУПНО | 2                         | 3                             | 7                                    | 5                    | 0                             |
| Пол    | Финансијско посредовање   | Некретнине                    | Државна управа и одбрана             | Образовање           | Здравствени и социјални рад   |
| Мушки  | 0                         | 0                             | 0                                    | 1                    | 0                             |
| Женски | 0                         | 0                             | 0                                    | 1                    | 1                             |
| УКУПНО | 0                         | 0                             | 0                                    | 2                    | 1                             |
| Пол    | Остале услужне активности | Приватна домаћинства          | Екстериторијалне организације и тела | Непознато            | Непознато                     |
| Мушки  | 0                         | 0                             | 0                                    | 0                    | 0                             |
| Женски | 0                         | 0                             | 0                                    | 0                    | 0                             |
| УКУПНО | 0                         | 0                             | 0                                    | 0                    | 0                             |